# Pieriesławskoje-Zapadnoje
Pieriesławskoje-Zapadnoje, Pieriesławskoje Zachodnie (ros. Переславское-Западное) – stacja kolejowa w miejscowości Pieriesławskoje, w rejonie zielenogradskim, w obwodzie królewieckim, w Rosji. Położona jest na linii Królewiec – Pionierskij – Swietłogorsk.

## Historia
Stacja powstała w okresie przynależności tych terenów do Niemiec. Nosiła wówczas nazwę Marienhof. Rozpoczynała tu się wówczas linia do Rybaków (Fischhausen), obecnie nieistniejąca.